# Medaller dels Jocs Olímpics d'Estiu de 1904

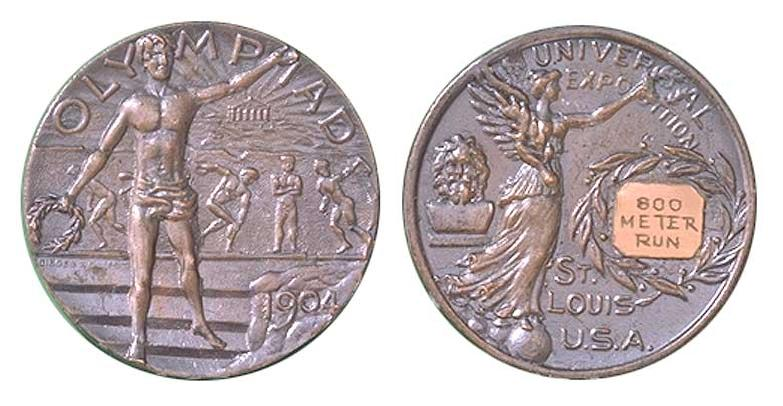
Medalla d'argent de la prova de 800m.

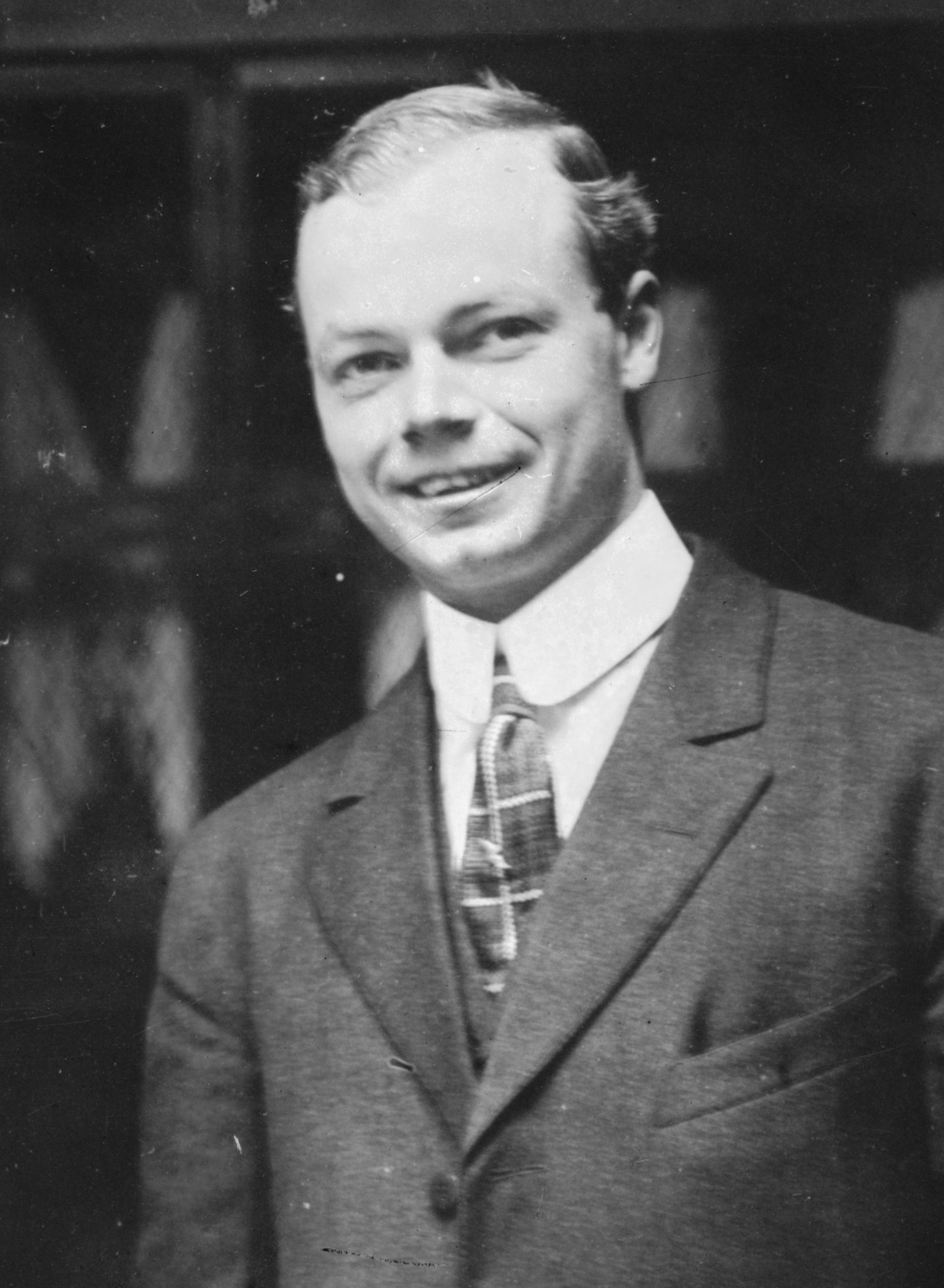
Charles Daniels va guanyar tres ors, una plata i una medalla de bronze en les diferents proves de natació en què prengué part als Jocs Olímpics d'Estiu de 1904.

El medaller dels Jocs Olímpics d'Estiu de 1904 és una llista dels diferents Comitès Olímpics Nacionals que hi van prendre part, classificats segons el nombre de medalles guanyades als Jocs Olímpics que es van disputar a Saint Louis des de l'1 de juliol fins al 23 de novembre de 1904. Els Jocs formaren part del programa de l'Exposició Universal que tingué lloc a Saint Louis aquell mateix any i per aquest motiu les proves esportives es distribuïren durant cinc mesos. Hi van prendre part un total de 651 atletes representants de 12 nacions, que participaren en 16 esports diferents i 91 proves. Amb tot, sols en 42 de les proves hi havia esportistes d'una altra nacionalitat que no fos la nord-americana. Aquesta llista també inclou les medalles atorgades en waterpolo, un esport esmentat en els informes dels Jocs Olímpics del 1904, però que no es troba inclòs en la base de dades de medalles del Comitè Olímpic Internacional.
Nou de les dotze nacions que hi participaren van guanyar medalles, a més a més de dues medalles guanyades equips mixtos, formats per esportistes de diferents països, però el domini dels Estats Units al medaller fou aclaparador, aconseguint 79 medalles d'or, 83 de plata i 80 de bronze, per a un total de 242. El segon equip del medaller fou Alemanya, amb tan sols 13 medalles.
En aquestes olimpíades es fan entrega per primera vegada de les medalles d'or als vencedors de les diferents competicions. Fins aquell moment sols es feia entrega d'una medalla de plata al vencedor de les competicions i una de bronze al segon.

## Equip mixt
Durant els primers Jocs Olímpics diverses competicions per equips eren disputades per esportistes de diferents nacionalitats. Més tard, el COI va crear la categoria Equip mixt (amb el ZZX de codi territorial) per referir-se a aquests grups d'atletes. Durant els Jocs de 1904 atletes participanbts en equips mixtos guanyaren medalles en atletisme i esgrima.
Alguns atletes guanyaven medalles individualment i també com a part d'un equip mixt, cosa que fa que es comptabilitzin sota països diferents als comptes oficials.

## Medaller olímpic
Aquest és el medaller complet dels Jocs Olímpics d'Estiu 1904, basat en el recompte oficial fet pel COI. Els països estan ordenats segons les medalles d'or guanyades. En cas d'empat es considera les de plata i després les de bronze. Quan l'empat és total se sol ordenar els països alfabèticament.
El país d'amfitrió, Estats Units, es troba ressaltat en blau cel. El nombre més gran de medalles aconseguides en cada categoria (medalles d'or, medalles de plata, medalles de bronze, i medalles totals) està ressaltat en negreta.
| Jocs Olímpics d'Estiu 1904 | Jocs Olímpics d'Estiu 1904 | Jocs Olímpics d'Estiu 1904 | Jocs Olímpics d'Estiu 1904 | Jocs Olímpics d'Estiu 1904 | Anells Olímpics |
| Posició                    | País                       | Or                         | Argent                     | Bronze                     | Total           |
| 1                          | Estats Units               | 79                         | 83                         | 80                         | 242             |
| 2                          | Alemanya                   | 4                          | 4                          | 5                          | 13              |
| 3                          | Cuba                       | 4                          | 2                          | 3                          | 9               |
| 4                          | Canadà                     | 4                          | 1                          | 1                          | 6               |
| 5                          | Hongria                    | 2                          | 1                          | 1                          | 4               |
| 6                          | Equip Mixt                 | 1                          | 1                          | 0                          | 2               |
| 6                          | Regne Unit                 | 1                          | 1                          | 0                          | 2               |
| 8                          | Grècia                     | 1                          | 0                          | 1                          | 2               |
| 8                          | Suïssa                     | 1                          | 0                          | 1                          | 2               |
| 10                         | Àustria                    | 0                          | 0                          | 1                          | 1               |
| Total                      | Total                      | 97                         | 93                         | 93                         | 283             |